# Willi Blümel
Willi Blümel (* 6. Januar 1929 in Dossenheim; † 22. August 2015) war ein deutscher Rechtswissenschaftler.

## Leben
Blümel studierte ab 1948 an der Ruprecht-Karls-Universität Heidelberg und der Cornell University Rechtswissenschaft. Seine Staatsexamen legte er 1953 und 1957 ab. Seine Promotion zum Dr. iur. erfolgte 1960 an der Universität Heidelberg. 1960 und 1961 war er Assistent des Gerichtspräsidenten Ernst Forsthoff am Verfassungsgericht der Republik Zypern. 1967 habilitierte Blümel sich an der Universität Heidelberg für öffentliches Recht. 1969/70 war er o. Professor für öffentliches Recht an der Freien Universität Berlin. Er wechselte 1970 an die Universität Bielefeld und 1974 an die Deutsche Hochschule für Verwaltungswissenschaften Speyer. 1985–1987 war er zudem Rektor der DHV Speyer. Ab 1988 war er geschäftsführender Direktor des angeschlossenen Forschungsinstituts für öffentliche Verwaltung. Blümels Forschungsschwerpunkte waren Planungsrecht, Kommunalrecht, Hochschulrecht und Verwaltungsverfahrensrecht. Er war Mitherausgeber der Fachzeitschrift Verwaltungsarchiv. Er wurde 85 Jahre alt.

## Schriften (Auswahl)
- Beiträge zum Planungsrecht 1959–2000. Hrsg. von Klaus Grupp und Michael Ronellenfitsch. Berlin 2004.
- Die Planfeststellung. Habil.-Schr., Heidelberg 1967.
- Die Planfeststellung im preußischen Recht und im Reichsrecht. Diss. Heidelberg 1960.